# داریا کلیشینا
داریا کلیشینا (روسی: Дарья Игоревна Клишина) بانوی پرنده طول و مدل اهل روسیه است. او دارندهٔ چندین مدال طلا از مسابقات مختلف مانند مسابقات قهرمانی دو و میدانی داخل سالن اروپا و یونیورسیاد است.